# ティル (映画)
『ティル』（原題: Till）は、2022年製作のアメリカ合衆国の伝記映画。PG12指定。
1955年にアメリカ合衆国ミシシッピ州で起きた、アフリカ系アメリカ人による公民権運動を大きく前進させるきっかけとなった「エメット・ティル殺害事件」と彼の家族のその後の闘いを描く。

## あらすじ
シカゴから親戚を訪ねミシシッピ州に来ていたアフリカ系アメリカ人の14歳の少年エメット・ティルは雑貨屋の白人女店員に話かけ、口笛を吹いたというだけで夜に連れ去られ白人グループからリンチを受け殺害される。
犯人が捕まり、裁判が行われることになり、母メイミーは自身が証言するために、裁判に出ることを決意。後に公民権運動の指導者となるメドガー・エヴァースが同行し、メイミーたちはミシシッピ州に向かう。

## キャスト
※括弧内は日本語吹替。

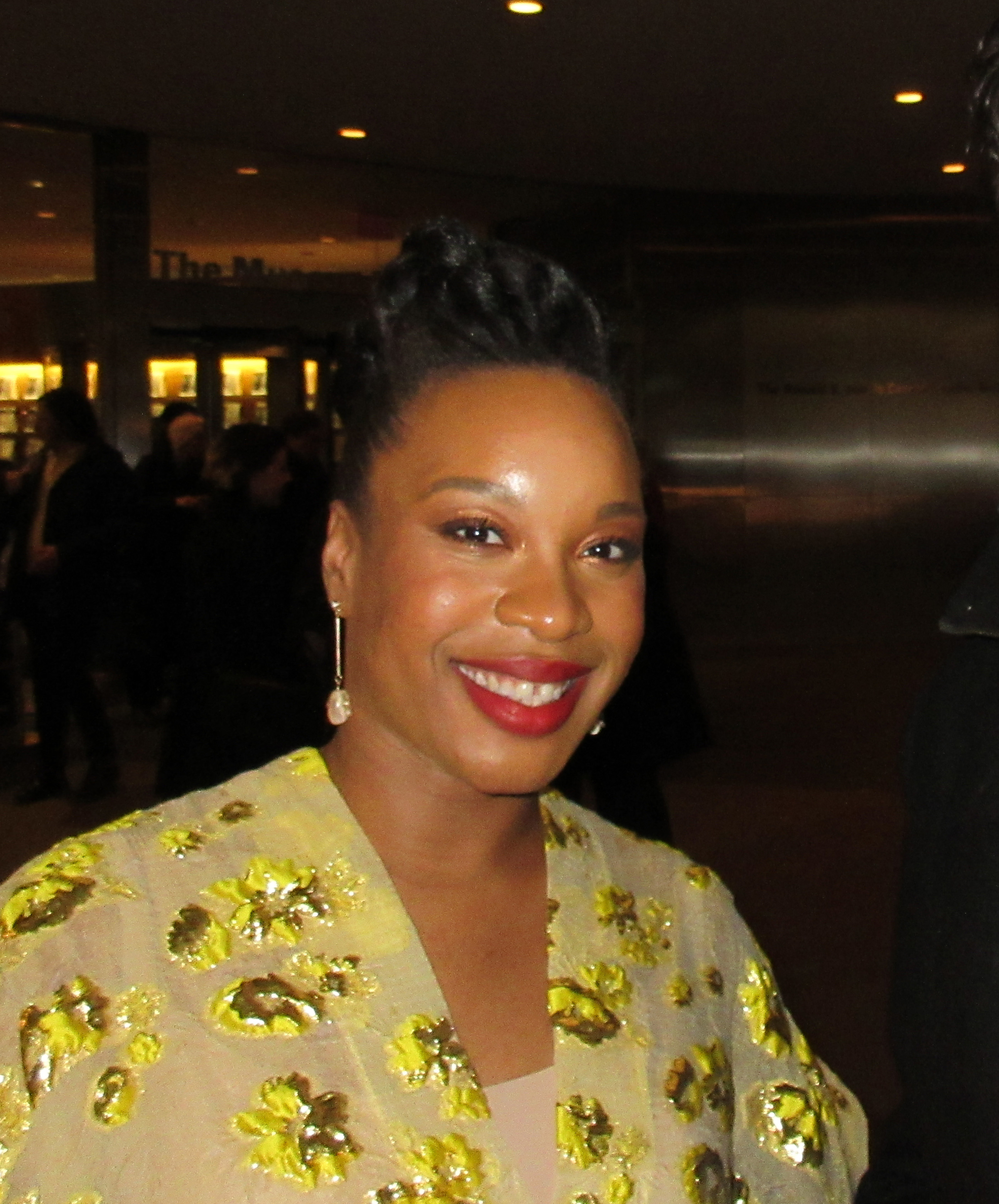
監督のシノニエ・チュクウ

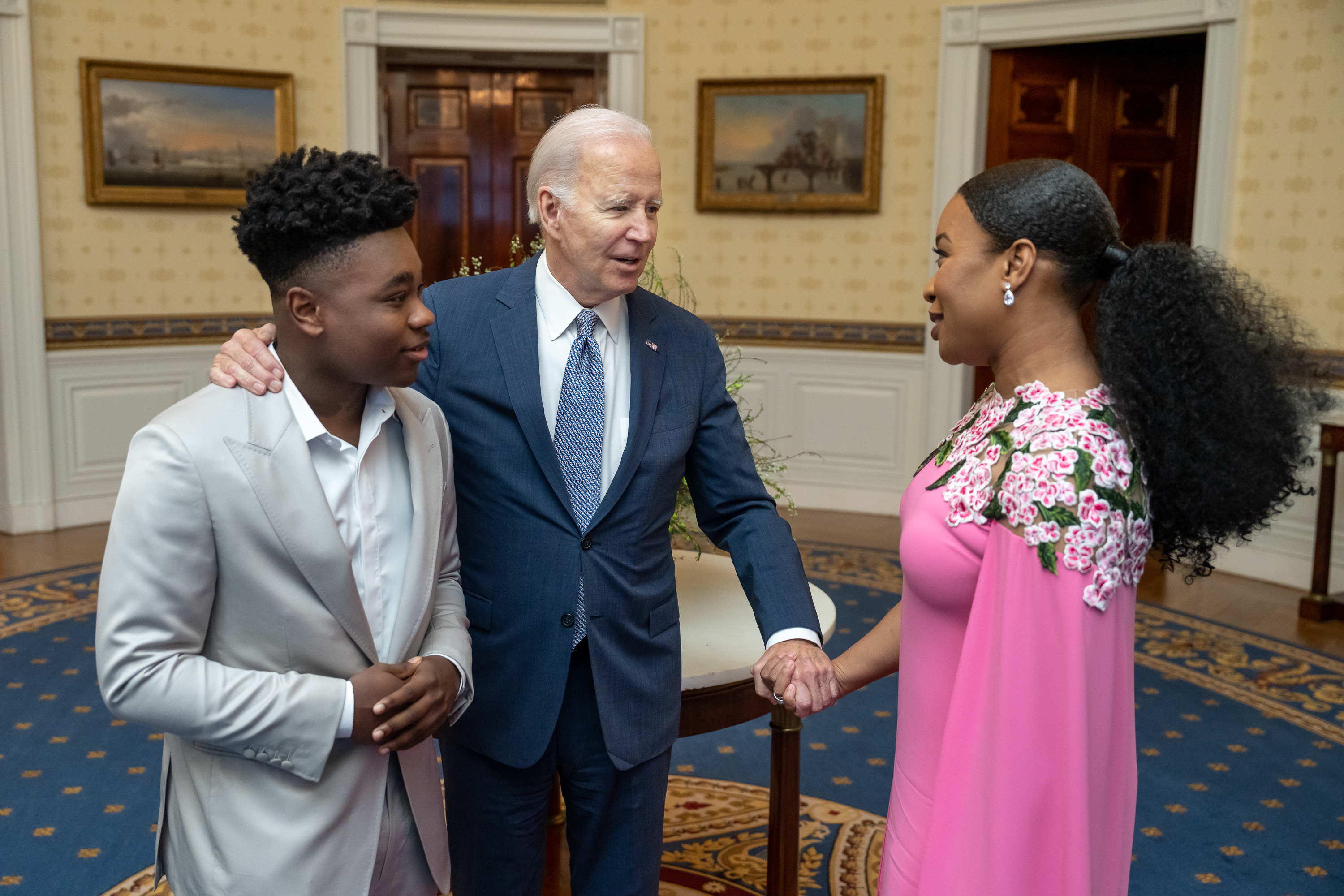
2023年2月、ホワイトハウスでの試写会の前にアメリカ合衆国大統領ジョー・バイデンと面会する主演のダニエル・デッドワイラー（右）とエメット・ティル役のジェイリン・ホール。

- メイミー・ティル（英語版）：ダニエル・デッドワイラー（藤貴子）
- アルマ：ウーピー・ゴールドバーグ（片岡富枝）
- エメット・ティル：ジェイリン・ホール（英語版）（桑田直樹）
- ジーン：ショーン・パトリック・トーマス（英語版）（田所陽向）
- モーゼ：ジョン・ダグラス・トンプソン（英語版）
- キャロリン：ヘイリー・ベネット（佐野愛）
- ジョン：フランキー・フェイソン（辻親八）
- ドクター・ハワード（英語版）：ロジャー・グーンヴァー・スミス（英語版）
- メドガー・エヴァース：トシン・コール
- マイリー・エヴァース（英語版）：ジェイミー・ローソン（英語版）

## 公開
日本国内において本作品は当初、Amazon Prime Videoで2023年8月15日に見放題配信公開を予定していたが、諸般の事情により配信延期となることが予定日前日の8月14日更新の同サービス公式X（旧：Twitter）アカウントで報告。その後、海外配給担当のユニバーサル映画を通じて国内配給元のパルコが同年12月15日に全国で劇場公開されることを8月23日に明らかにした。

## 受賞
- 第94回ナショナル・ボード・オブ・レビュー賞
  - 作品賞トップ10
  - ブレイクスルー演技賞（ダニエル・デッドワイラー）[6]